# 非洲民族主義

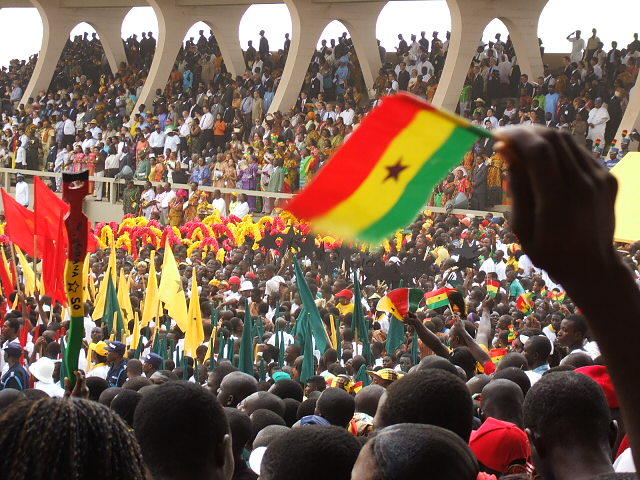
2007年，迦納民族主義者慶祝國家獨立50週年

非洲民族主义是指存在于非洲西部、中部、东部以及南部的政治意识形态，这些意识形态的根基是民族自决以及建立民族國家的思想。19和20世纪，在欧洲人的殖民统治下，非洲民族主义意识形态出现并发展，非洲民族主义者在一定程度上受到了欧洲的民族主义思想的影响。非洲民族主义原本的基础要求就是民族自决，该意识形态也在非洲的非殖民化过程中发挥了重要作用。非洲民族主义与泛非主义有所不同，后者的目的是建立由非洲大部分国家或全部国家所组成的联邦。